# Melvin Parker
Melvim Parker (7 de junho de 1944, Kingston, Carolina do Norte - 3 de dezembro de 2021) foi um baterista estadunidense, irmão do saxofonista Maceo Parker e importante membro fundador da banda de James Brown. Seu estilo diferenciado foi o grande ingrediente para as inovações da música funk de James Brown nos anos 1960. Entre 1964 e 1965 Parker foi o baterista de três gravações de Brown: "Out of Sight," "Papa's Got A Brand New Bag" e "I Got You (I Feel Good)."

## Carreira
A primeira associação de Parker com Brown terminou quando ele foi conscrito de 1960, sendo substituído por Clyde Stubblefield e John "Jabo" Starks. Parker retornou à banda em 1969, e tocou no álbum ao vivo Sex Machine. Em 1970, Parker fez parte do famoso motim a banda de James Brown. Depois de ter deixado Brown, Parker se reuniu à banda de seu irmão, Maceo and All The Kings Men. Ele voltou a tocar brevemente com James Brown em 1976, e tocou com Brown o hit single Get Up Offa That Thing.
Parker viajou e gravou com Maceo Parker em 1990. É conselheiro e professor no programa educacional Maryland's Tomorrow, e continua tocando com Maceo e os outros.
Faleceu aos 77 anos, em 3 de dezembro de 2021